# Binmaley
Binmaley è una municipalità di prima classe delle Filippine, situata nella Provincia di Pangasinan, nella regione di Ilocos.
Binmaley è formata da 33 baranggay:
- Amancoro
- Balagan
- Balogo
- Basing
- Baybay Lopez
- Baybay Polong
- Biec
- Buenlag
- Calit
- Caloocan Dupo
- Caloocan Norte
- Caloocan Sur
- Camaley
- Canaoalan
- Dulag
- Gayaman
- Linoc

- Lomboy
- Nagpalangan
- Malindong
- Manat
- Naguilayan
- Pallas
- Papagueyan
- Parayao
- Poblacion
- Pototan
- Sabangan
- Salapingao
- San Isidro Norte
- San Isidro Sur
- Santa Rosa
- Tombor